# Gunther Krichbaum
Gunther Krichbaum (n. 4 mai 1964, Korntal⁠(d), Republica Federală Germania) este un politician german, membru al Uniunii Creștin-Democrate (CDU). Din 2007 ocupă funcția de președinte al comisiei pentru Afaceri Europene din Bundestag-ul german.

## Viața și cariera
După obținerea bacalaureatului în anul 1984 la Liceul Solitude din Stuttgart-Weilimdorf, Krichbaum realizează serviciul militar în Sigmaringen și Dillingen/Donau și studiază începând cu anul 1985 științe juridice atât la Universitatea Eberhard Kars din Tübingen și la Universitatea Ruprecht Karls din Heidelberg, cât și la Lausanne și Geneva. După primul examen juridic de stat, încheie studiile în 1991. În timpul studiilor sale, devine membru al Asociației Studențești Ulmia din Tübingen. După rezidențiat, absolvă și cel de-al doilea examen juridic de stat și, ulterior, până în anul 2002, activează ca agent independent de asigurare pentru MLP AG în Pforzheim.
Religia sa este evanghelică, el fiind la a doua lui căsătorie și tatăl a trei copii din prima căsătorie.

## Politică
Krichbaum s-a alăturat în 1979 Uniunii Tineretului CDU, și în 1983, de asemenea, Uniunii Creștin-Democrate (CDU). Din 1999 până în 2009 a fost vice-președinte al oganizației CDU din orașul Pforzheim, Germania, și din 2009 președinte al organizației CDU în districtul Enz/Pforzheim. Krichbaum este din 2002 membru al Bundestag-ului German și începând cu decembrie 2005, vicepurtător de cuvânt pentru politica europeană  al grupului parlamentar CDU/CSU în Bundestag. Din iunie 2007 este președinte al Comisiei pentru Afaceri Europene în Bundestag.
Krichbaum a obținut de fiecare dată mandatul direct din circumscripția din Pforzheim ca deputat în Bundestag-ul German. La momentul primei sale alegeri în 2002, el a reușit să recâștige pentru CDU mandatul direct, pierdut în 1998 în favoarea SPD, candidând împotriva președintei SPD Baden-Württemberg, Ute Vogt. Krichbaum își menține mandatul în 2005, cu 46,9%, iar în 2009 cu 40,7% din voturile directe. La alegerile legislative din Germania din 2013 a obținut cu 49,5% din voturile din primul tur, cel mai bun rezultat al CDU în această circumscripție electorală de la alegerile pentru Bundestag din 1983. La cea dea cincea candidatură în circumscripția electorală, el nu a mai putut obține acest rezultat, cu toate acestea a obținut mandatul direct cu 36,4% din voturile din primul tur.
Regina Olandei îi oferă titlul de mare ofițer al ordinului de Orania-Nassau, în 2009 președintele Republicii franceze îi conferă titlul de ofițer al Legiunii de onoare, iar în 2010, președintele statul român îi oferă titlul de comandant al Ordinul național „Steaua României”. În 2012, el primește medalia de aur de onoare pentru merite a Republicii Austria.

## Membru
Krichbaum este membru al următoarelor organizații:
- supraregionale:
  - Atlantik-Brücke e.V.
  - Membru în Consiliul de Administrație al Fundației Robert Schuman (Paris)
  - Membru în Consiliul de Administrație al Partidului Popular European (PPE)
  - Membru în Comitetul Federal pentru Europa al CDU Germania
  - Membru co-optat  în prezidiul Europa-Union Germania

- regionale:
  - Președintele Asociației cântăreților la instrumente de suflat din districtul Pforzheim/Enz
  - Președintele Fundației Liceului Schiller, Pforzheim
  - Membru în Consiliul de Administrație al Asociației cetățenilor din Nordstadt, cartierul de nord al orașului Pforzheim
  - Membru în Consiliul Sinodal al Bisericii Protestante pentru Pforzheim și îmrejurimile
  - Membru în Consiliul de Administrație al Universității din Pforzheim
  - Membru al Societății Germano-Române din Pforzheim/Enzkreis, al Asocieției Lebenshilfe e.V., al Fundației  Universității din Pforzheim, al Asociației de cântăreți vocali de la 1501 din Pforzheim, al Asociațiilor de carnaval PFG și KGHO, al Clubului de fotbal 1. CfR Pforzheim și al VACC.

## Legături externe
- Site-ul oficial Gunther Krichbaum
- Curriculum vitae pe pagina Grupului Parlamentar german CDU/CSU
- Biografie pe pagina Parlamentului german
- Gunther Krichbaum[nefuncțională – arhivă]
- Gunther Krichbaum pe abgeordnetenwatch.de